# Pastel de cumpleaños
Un pastel, tarta o torta de cumpleaños es un pastel que se come como parte de una celebración de cumpleaños en muchas tradiciones mundiales. Las variaciones del pastel de cumpleaños típico incluyen pastelitos de cumpleaños, cake pops y tartas. Los pasteles de cumpleaños a menudo tienen sabor a vainilla, chocolate o fresa. Se hornean en una variedad de formas y se decoran con glaseado o fondant, a menudo en múltiples colores.

## Historia

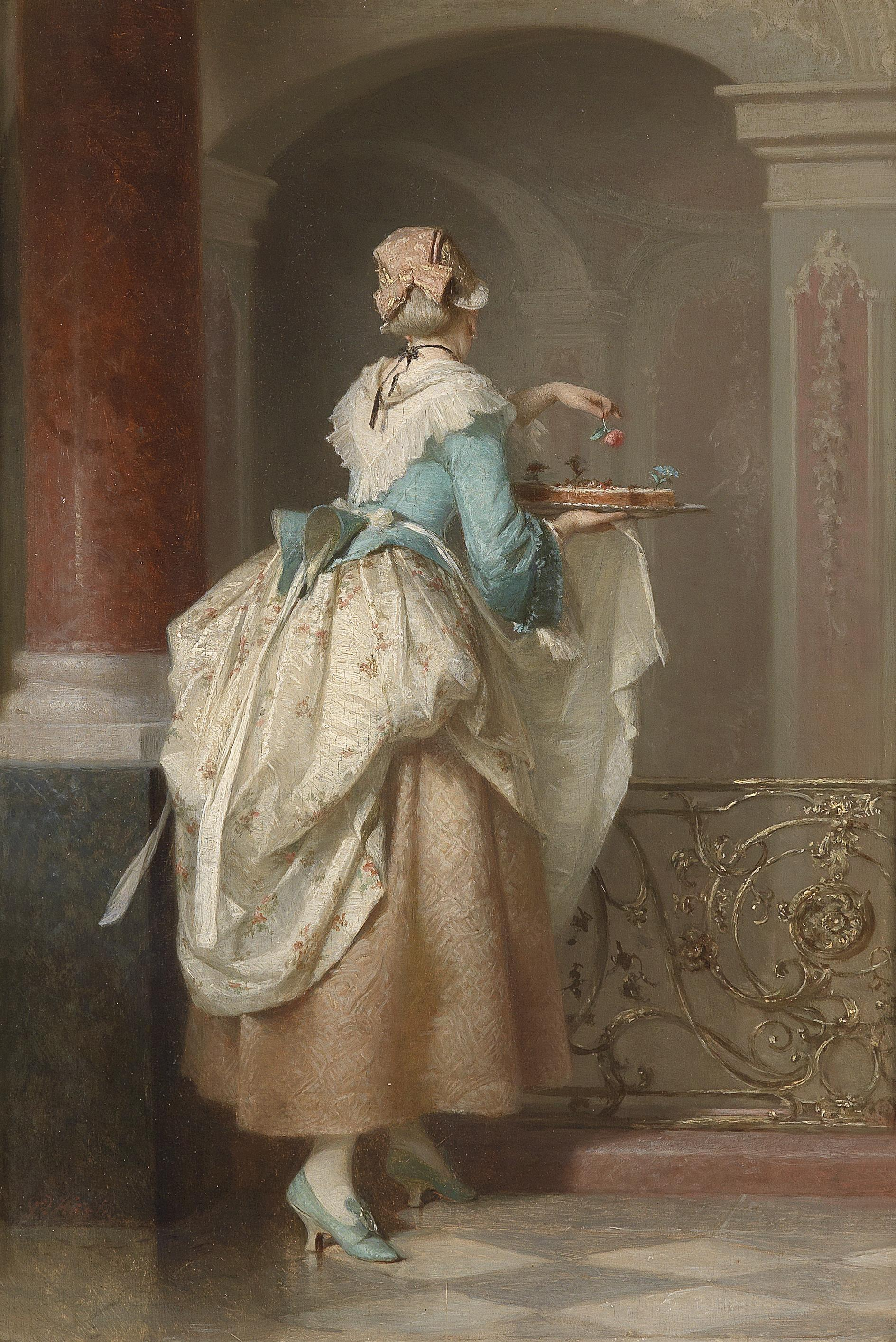
El pastel de cumpleaños del pintor de género alemán del Pancraz Körle

Este tipo de pasteles han sido parte de las celebraciones de cumpleaños en países de Europa occidental desde mediados del siglo XIX. Sin embargo, el vínculo entre pasteles y celebraciones de cumpleaños puede remontarse a la época de la Roma Antigua. 
En la cultura romana clásica, los "pasteles" se servían ocasionalmente en cumpleaños especiales y en bodas. Estos eran hechos con bizcochos circulares y planos hechos de harina y nueces, fermentados con levadura y endulzados con miel. 
En el siglo XV, las panaderías en Alemania comenzaron a comercializar pasteles de una capa para los cumpleaños de sus clientes, en lugar de solo comercializar pasteles para bodas, y así nació el pastel de cumpleaños moderno.
Durante el siglo XVII, el pastel de cumpleaños adquirió su forma contemporánea. Estos elaborados pasteles tenían muchos aspectos del pastel de cumpleaños contemporáneo, como múltiples capas, glaseado y decoraciones. Sin embargo, estos pasteles solo estaban disponibles para personas de alto nivel adquisitivo. Los pasteles de cumpleaños se hicieron accesibles para las clases populares como resultado de la revolución industrial y la difusión de más materiales y bienes. 

## Ritos contemporáneos

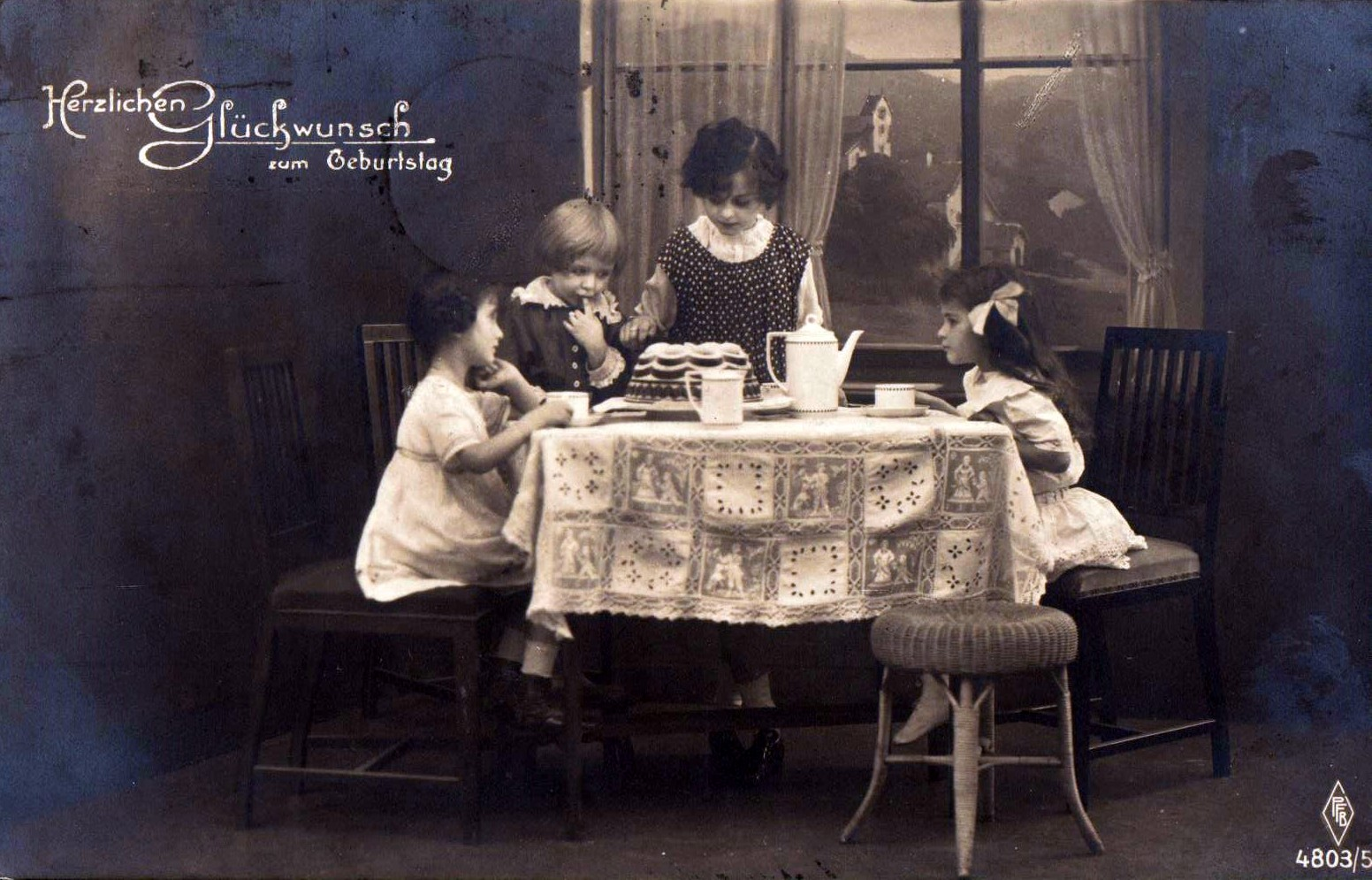
Niñas rodeando un pastel de cumpleaños. Postal de 1920.

El pastel, o el postre, se presenta a una persona en su cumpleaños. En las culturas occidentales contemporáneas, el pastel está cubierto con una o más velas encendidas, según el número de años que cumple, que el cumpleañero intenta apagar soplando. 
No hay un estándar para los pasteles de cumpleaños, aunque la canción «Cumpleaños feliz» se suele cantar mientras el pastel se sirve en países de habla inglesa, o una canción de cumpleaños equivalente en el idioma apropiado del país. La frase "feliz cumpleaños" no apareció en los pasteles de cumpleaños hasta que la canción se popularizó a principios del siglo XX. 
Para representar un intercambio de alegría y un sentido de unión, el pastel se comparte entre todos los invitados que asisten a la fiesta. 

### Costumbres locales
En Uruguay, los invitados a la fiesta tocan el hombro o la cabeza de la persona después de cantar «Cumpleaños feliz». En Ecuador, la persona que cumple años tomará un gran bocado del pastel de cumpleaños antes de servirlo. En Perú, los invitados cantan «Happy Birthday» primero en inglés con el nombre de la persona cuyo cumpleaños es, luego en español, luego cantan cualquier otra canción en español referente a la fecha, como «Las mañanitas», finalmente soplan velas y sirven el pastel. En Venezuela se entona «Ay qué noche tan preciosa». 
El pastel también se puede servir con otros dulces como helado. En el Reino Unido, Estados Unidos y Australia, el número de velas es igual a la edad de la persona cuyo cumpleaños es, a veces con un extra por suerte. Tradicionalmente, el cumpleañero pide un deseo, que se cree que se hace realidad si todas las velas se apagan de una sola vez. 

### Origen del uso de velas
El pastel de cumpleaños a menudo está decorado con pequeñas velas, aseguradas con soportes especiales, o simplemente presionado en el pastel, o una sola vela con la forma del número de años que se cumplen. Aunque se desconoce el origen exacto y la importancia del ritual de encendido y apagado de las velas, existen múltiples teorías que intentan explicar esta tradición. 

#### Origen griego
Una teoría que explica la tradición de colocar velas en los pasteles de cumpleaños se atribuye a los primeros griegos, que usaban velas para honrar el nacimiento de la diosa Artemisa el sexto día de cada mes lunar. Sin embargo, no se ha establecido el vínculo entre su supervisión de la fertilidad y la tradición de cumpleaños de las velas en los pasteles.

#### Origen pagano
El uso del fuego en ciertos ritos se remonta a la creación de altares. Se dice que las velas de cumpleaños tienen un poder simbólico.
En el pasado se creía que los espíritus malignos visitaban a las personas en sus cumpleaños y que, para proteger a la persona del mal, se debía rodear al individuo y alegrarlo. Los asistentes a la fiesta hacían ruido para ahuyentar a los espíritus malignos. 

#### Origen alemán

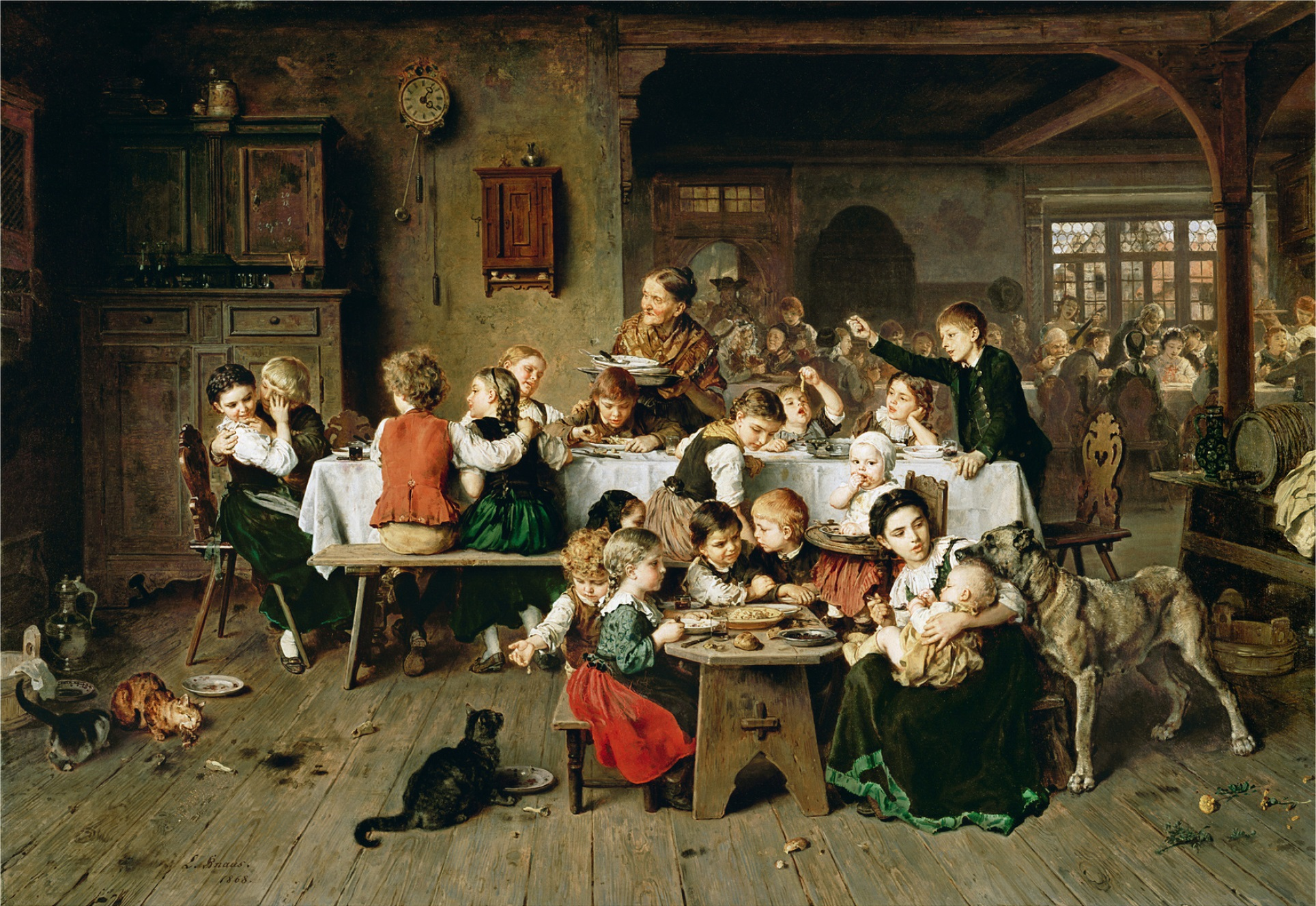
Kinderfest

En la Alemania del siglo XVIII, la historia de las velas en los pasteles se remonta al Kinderfest, una celebración de cumpleaños para niños. Esta tradición también hace uso de velas y pasteles. Los niños alemanes eran llevados a un espacio tipo auditorio, donde eran libres de celebrar otro año más de vida en un lugar donde los alemanes creían que los adultos protegían a los niños de los espíritus malignos que intentaban robar sus almas. En aquellos tiempos no había tradición de traer regalos a un cumpleaños; los invitados simplemente traerían buenos deseos para la persona que cumple años. Sin embargo, si un invitado traía regalos, se consideraba una buena señal para el cumpleañero. Más tarde, las flores se hicieron bastante populares como regalo de cumpleaños.
- En 1746, se celebró un gran festival de cumpleaños para el conde Ludwig von Zinzendorf en Marienborn, cerca de Büdingen. Andrew Frey describió la fiesta en detalle y menciona: "había un pastel tan grande como cualquier horno, y agujeros hechos en el pastel de acuerdo con los años de la edad de la persona, cada uno con una vela pegada, y una en el medio".[7]
- Johann Wolfgang von Goethe, después de haber pasado del 24 al 30 de agosto de 1801 en Gotha como invitado del príncipe Augusto de Sajonia-Gotha-Altenburgo, relata su cumpleaños número 52 ocurrido el 28 de agosto: "...cuando llegó la hora del postre, el servicio del príncipe ataviados de la manera más real entró, dirigido por el mayordomo. Llevaba una torta de tamaño generoso con coloridas velas encendidas, que ascendían a unas cincuenta velas, que comenzaron a derretirse y amenazaron con quemarse, en lugar de tener suficiente espacio para las velas que indican los próximos años, como es el caso de las festividades infantiles de este tipo."[8] Como indica el extracto, la tradición en ese momento era colocar una vela en el pastel por cada año de vida del individuo, de modo que el número de velas en la parte superior del pastel representara la edad que alguien había alcanzado; a veces un pastel de cumpleaños tendría algunas velas añadidas "que indican los próximos años".

#### Origen suizo
Una referencia a la tradición de apagar las velas fue documentada en Suiza en 1881. Los investigadores del Folk-Lore Journal registraron varias "supersticiones" entre la clase media suiza. Una declaración describía un pastel de cumpleaños con velas encendidas que corresponden a cada año de vida. Estas velas debían ser apagadas, individualmente, por el cumpleañero.

### El ritual de apagar velas

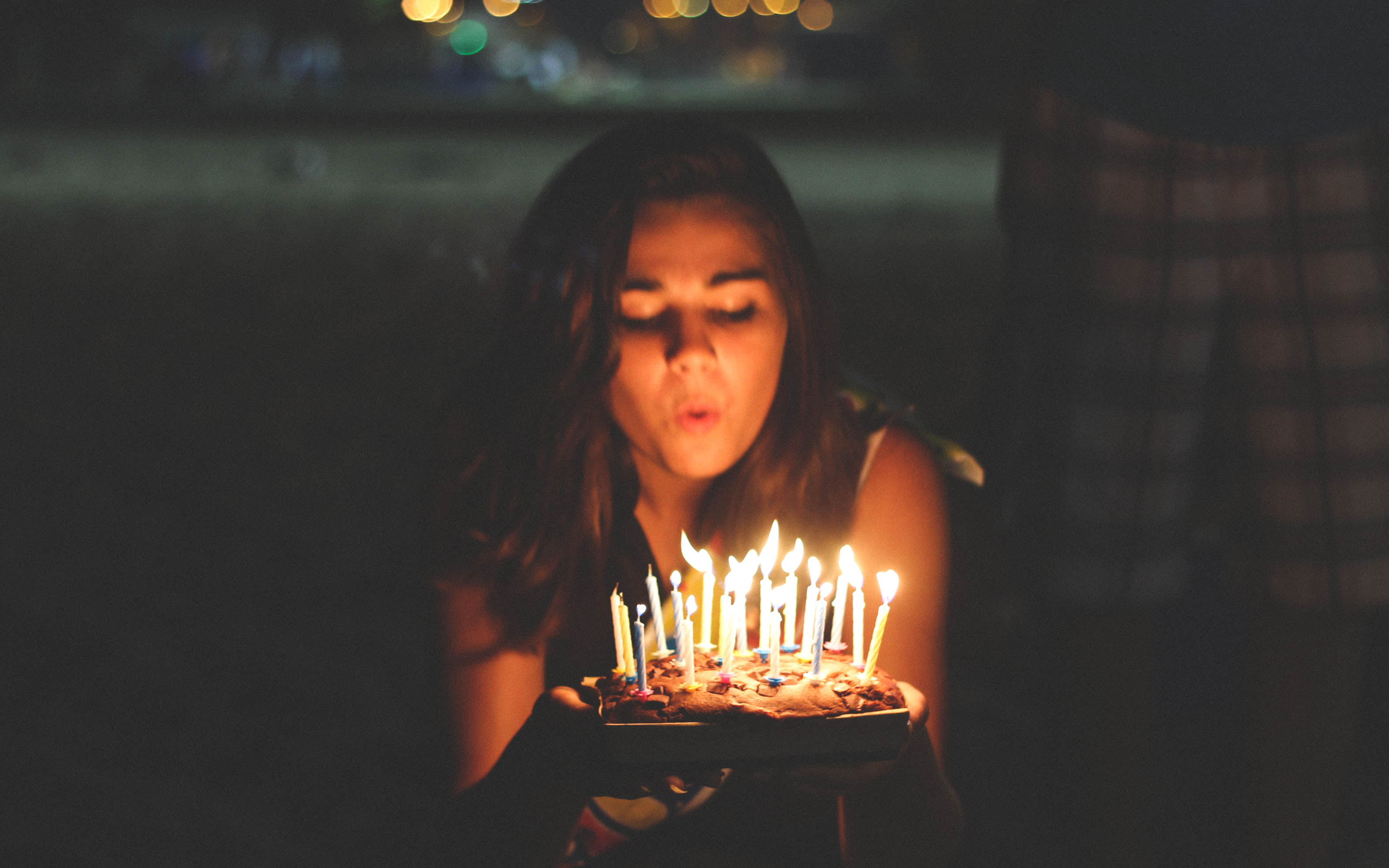
Soplando las velas

En muchas culturas, la persona cuyo cumpleaños se celebra es invitada a pedir un deseo y apagar las velas.
En junio de 2017, investigadores de la Universidad de Clemson informaron que al realizar esta acción algunas personas esparcen una gran cantidad de bacterias en el pastel.

## Pasteles de cumpleaños en diferentes culturas

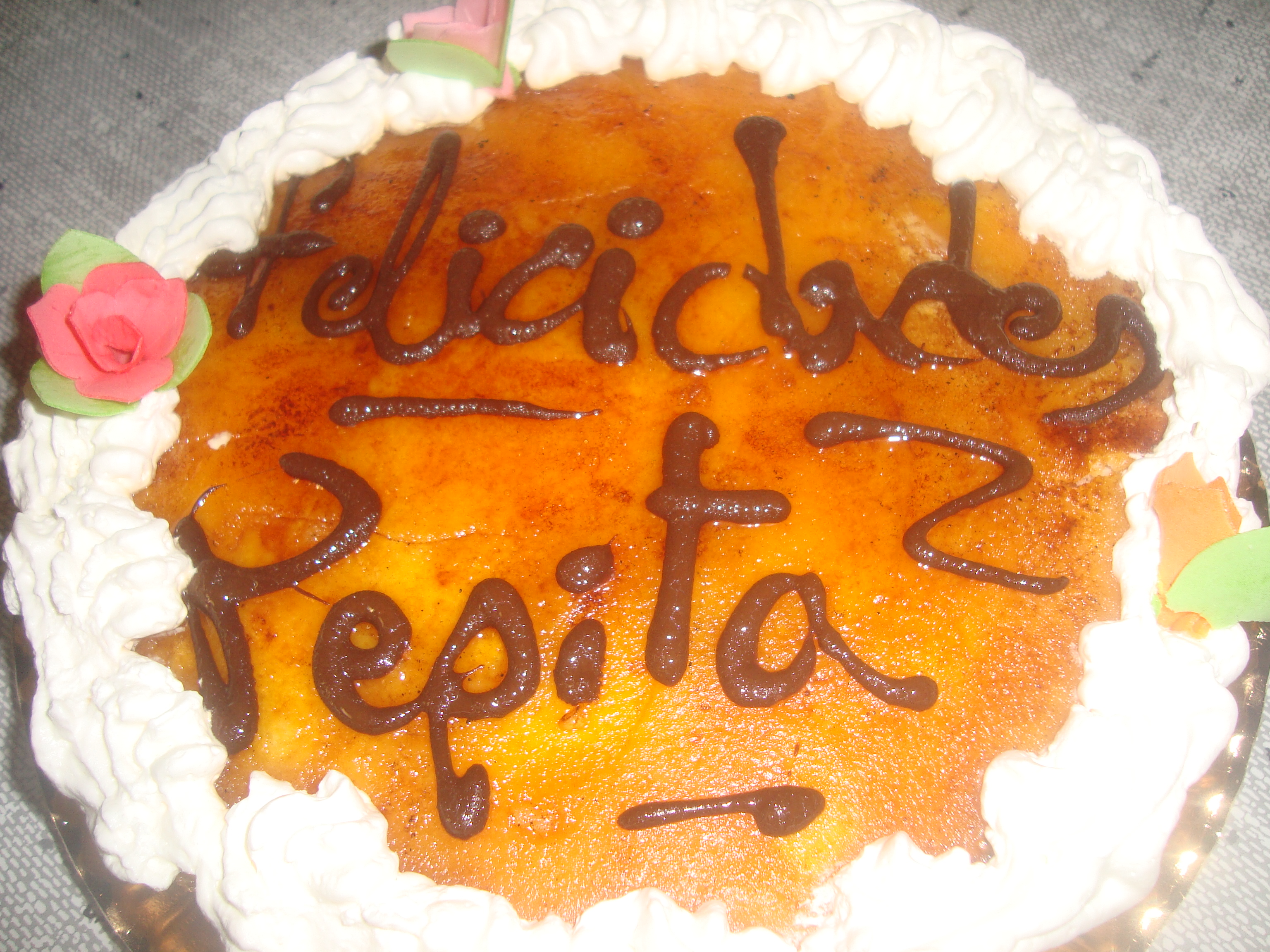
Pastel de cumpleaños, España

Hay muchas variaciones de dulces que se comen en todo el mundo en cumpleaños. El pastel de cumpleaños chino es el shòu bāo (壽包, simp. 寿包) o shòu táo bāo (壽桃包, simp. 寿桃包), un bollo relleno de pasta de loto hecho de harina de trigo y con forma y color para parecerse a un durazno. En lugar de servir una masa grande, cada invitado recibe su propio shou bao. En Corea, el plato tradicional de cumpleaños es la sopa de algas. En el oeste de Rusia, los niños reciben tartas de frutas con un saludo de cumpleaños tallado en las costras. El pastel de cumpleaños sueco está hecho como un bizcocho que a menudo está cubierto con mazapán y decorado con la bandera nacional. Los pasteles holandeses de cumpleaños son tartas de frutas cubiertas con crema batida. En India hay muy pocas personas que celebran los cumpleaños en las aldeas, pero en las ciudades y pueblos, los pasteles de cumpleaños se usan de manera similar a los países occidentales, especialmente entre las personas con educación superior.

## Galería

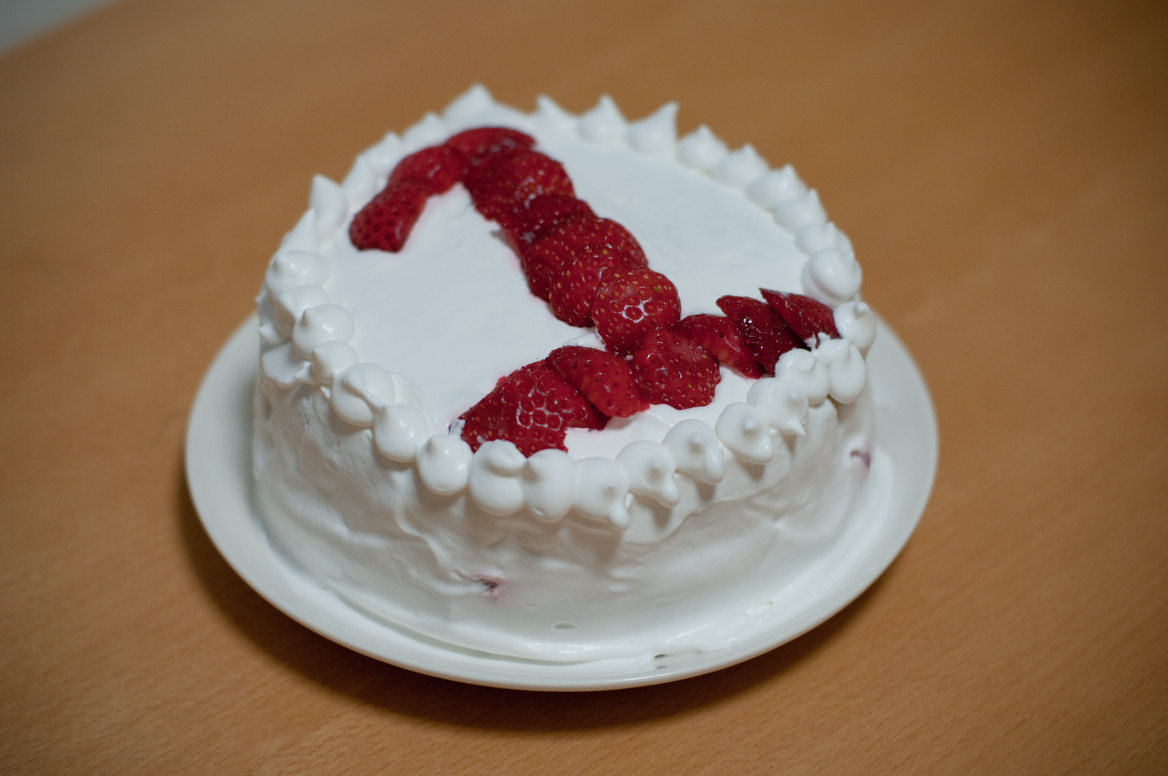
Pastel de primer cumpleaños
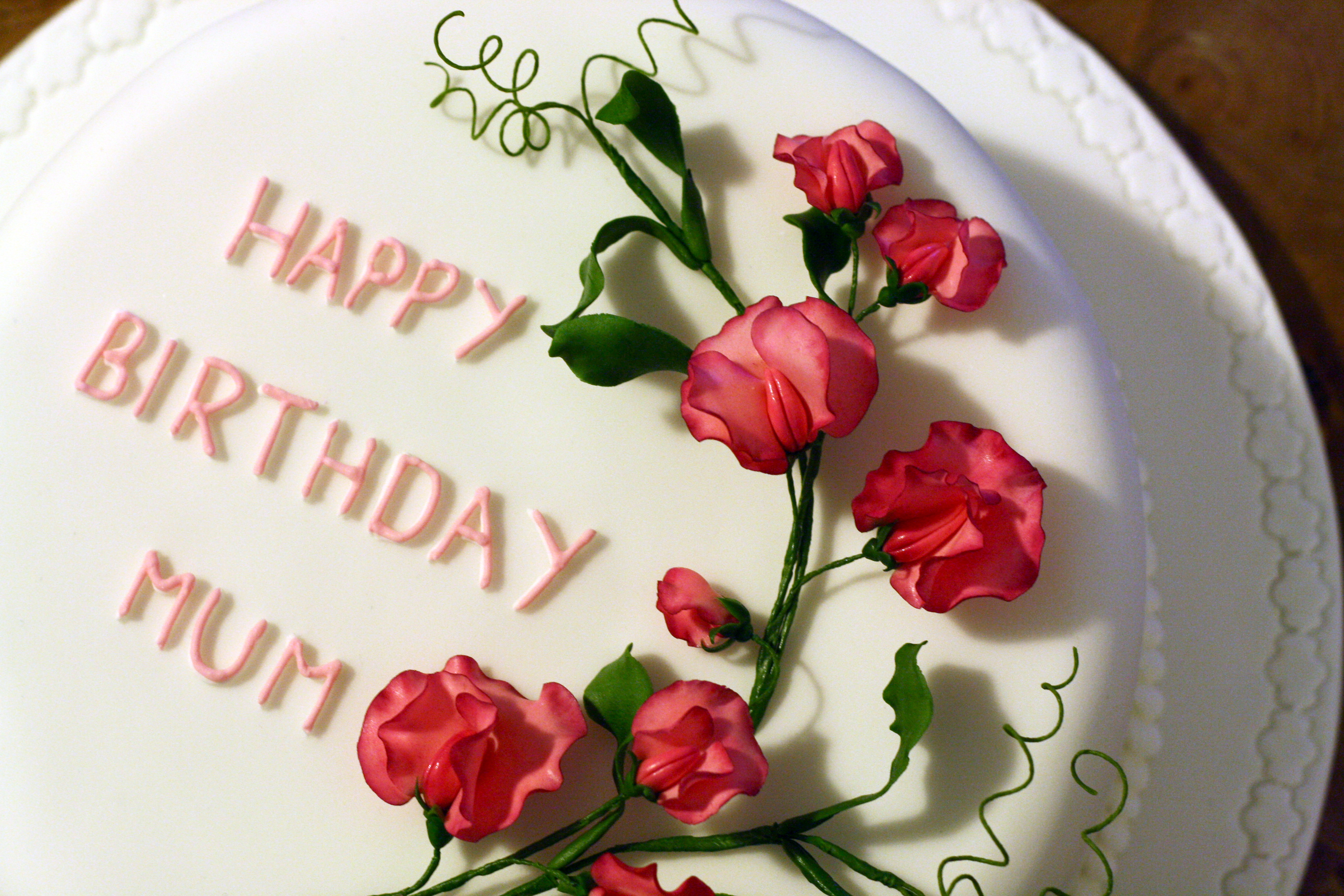
Pastel de cumpleaños con el mensaje en inglés 'Happy Birthday Mum' (Feliz cumpleaños mamá)
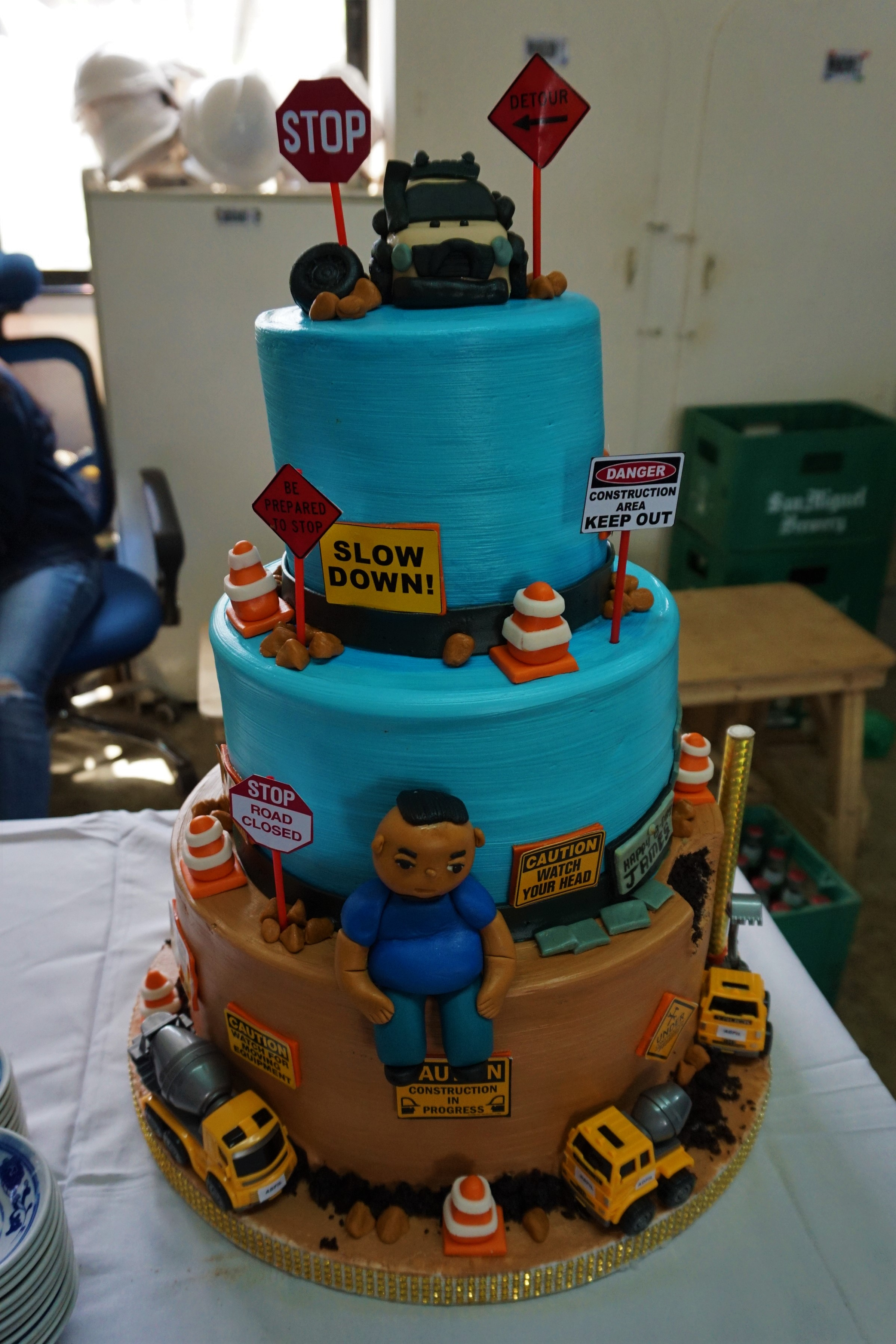
Pastel de tres pisos muy decorado
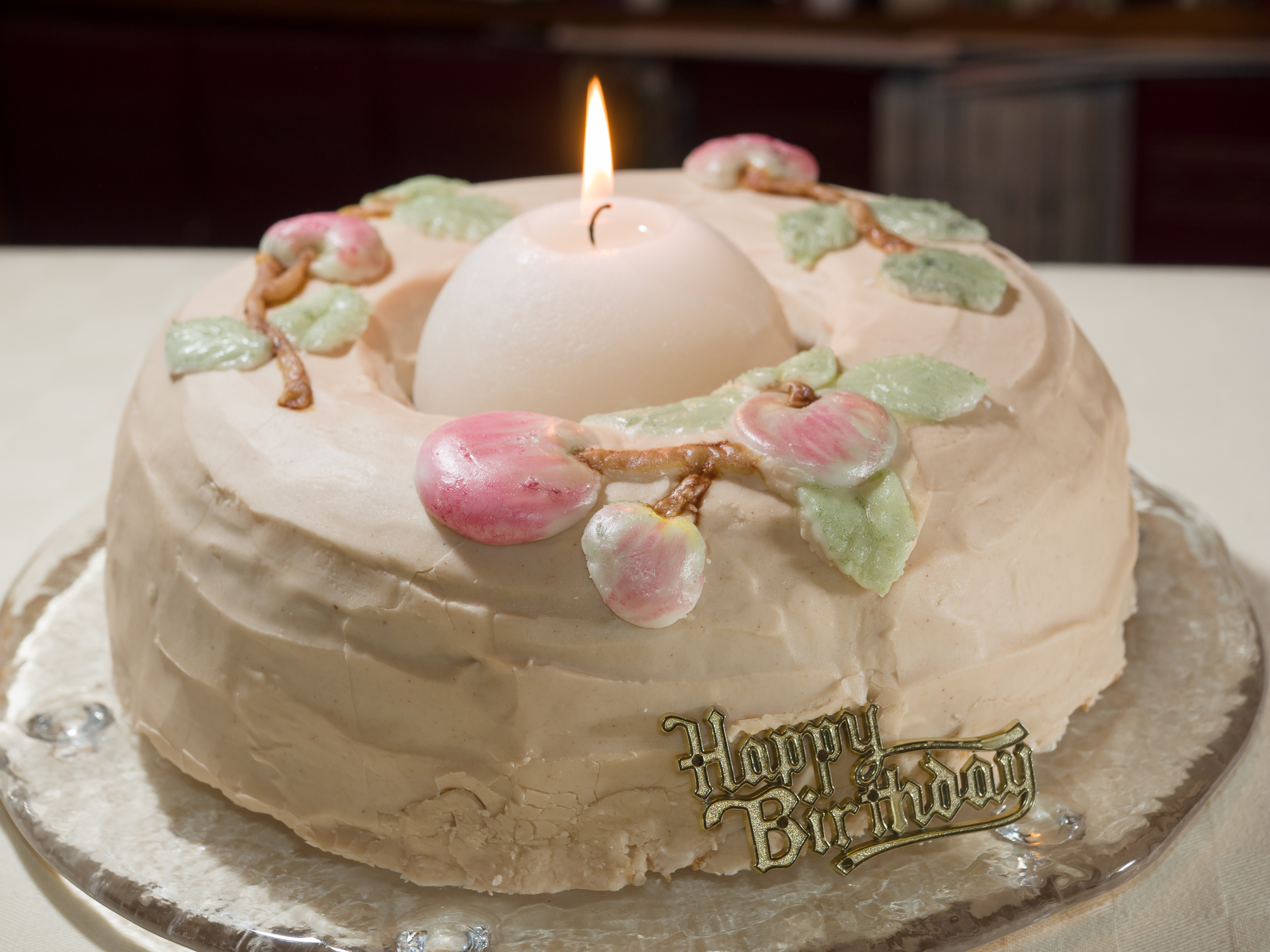
Pastel de cumpleaños con una sola vela con mensaje en inglés
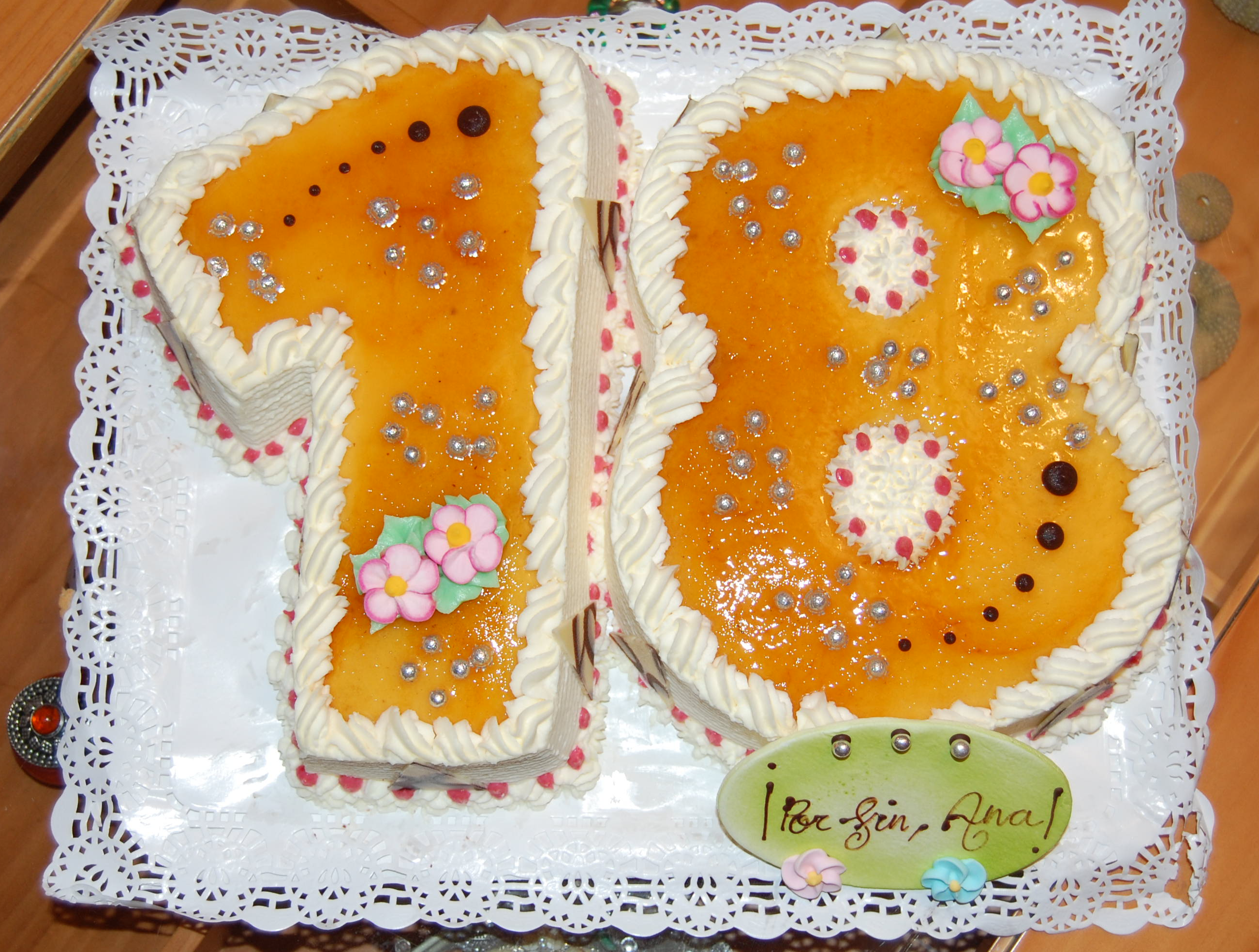
Conjunto de pasteles que forman el número 18 con mensaje '¡Por fin, Ana!'
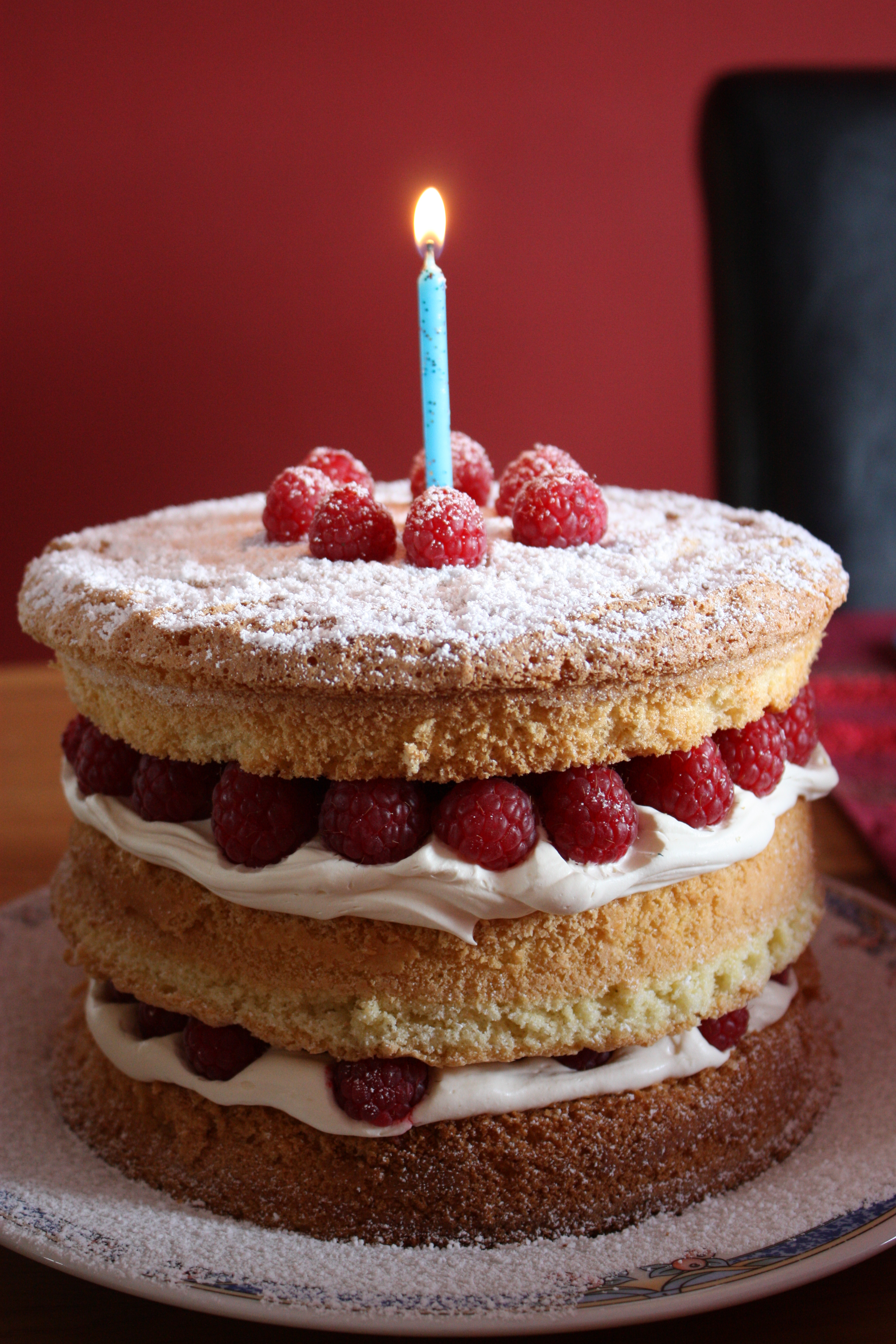
Pastel con crema y frambuesas
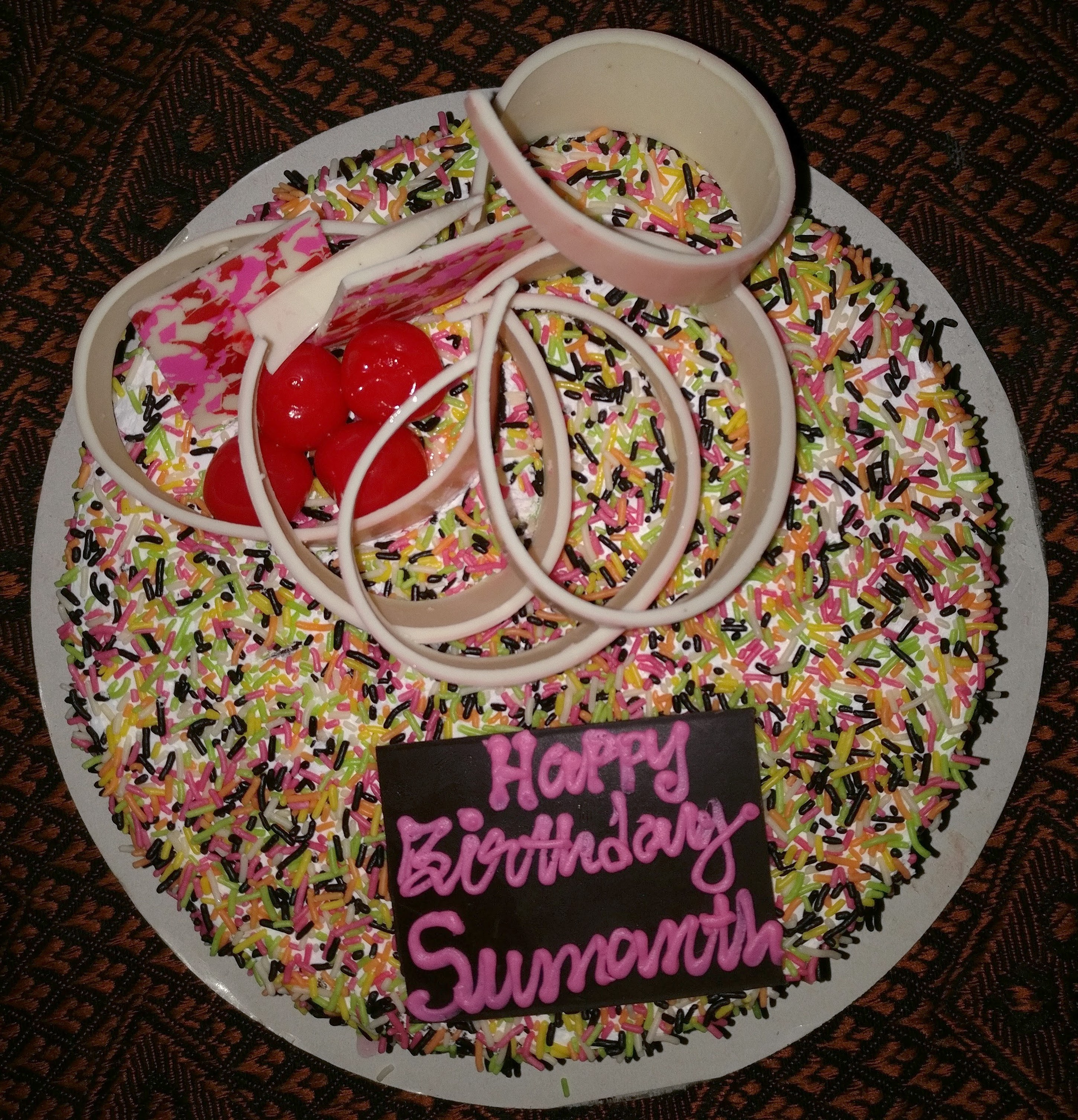
Pastel de cumpleaños casero con mensaje en inglés
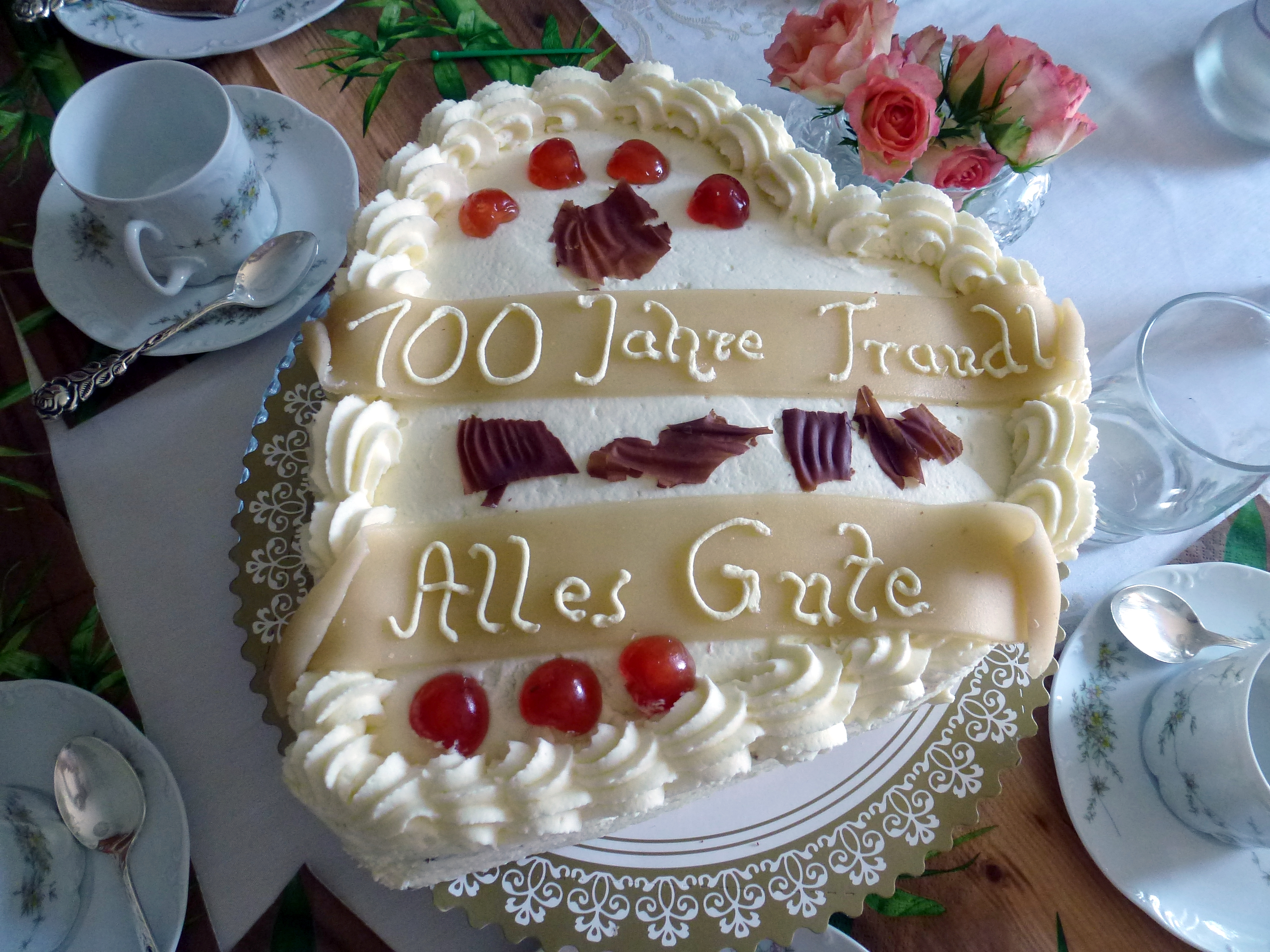
Pastel alemán para un cumpleañero centenario con mensaje en alemán
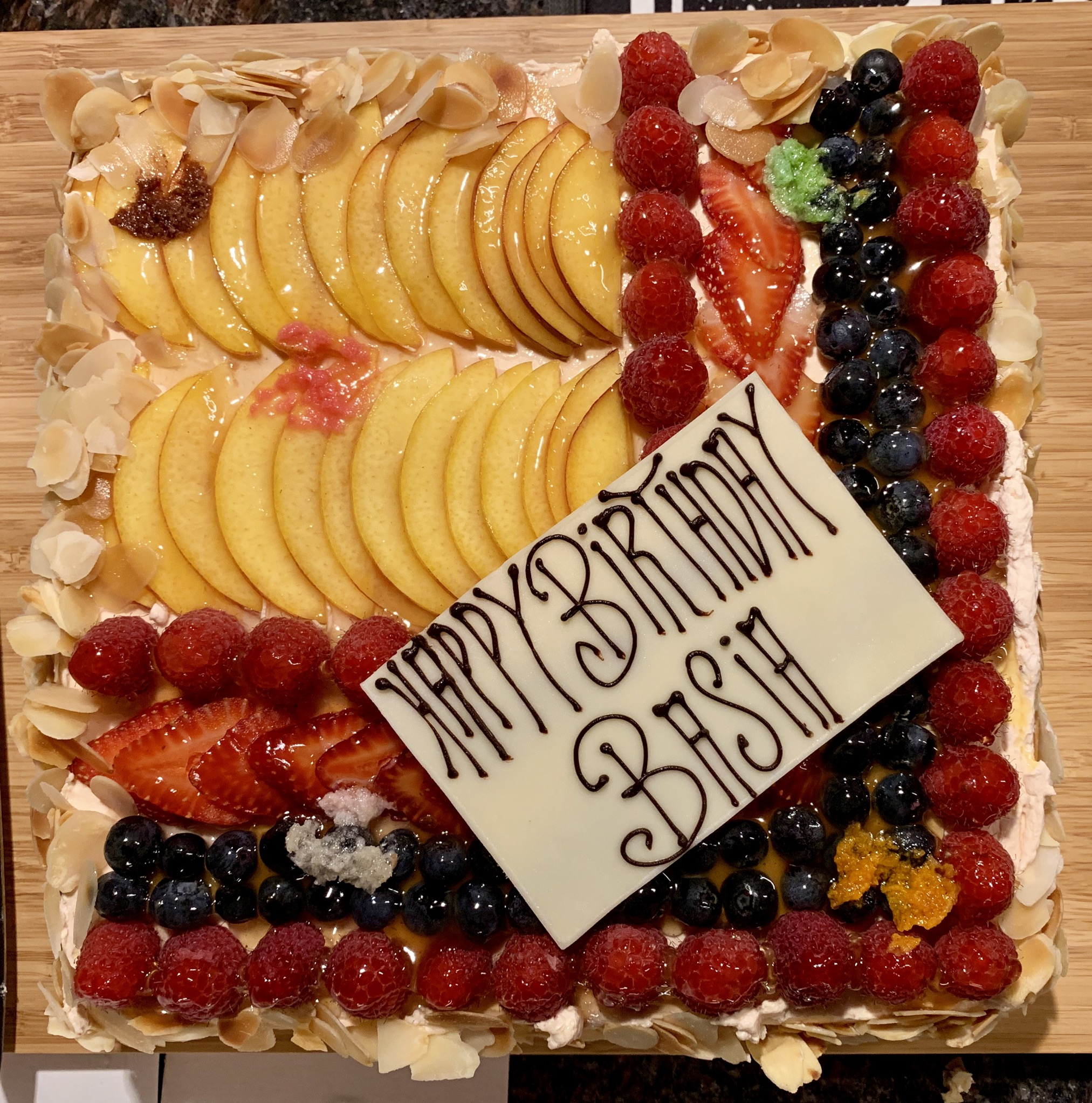
Pastel de frutas para cumpleaños con mensaje en inglés
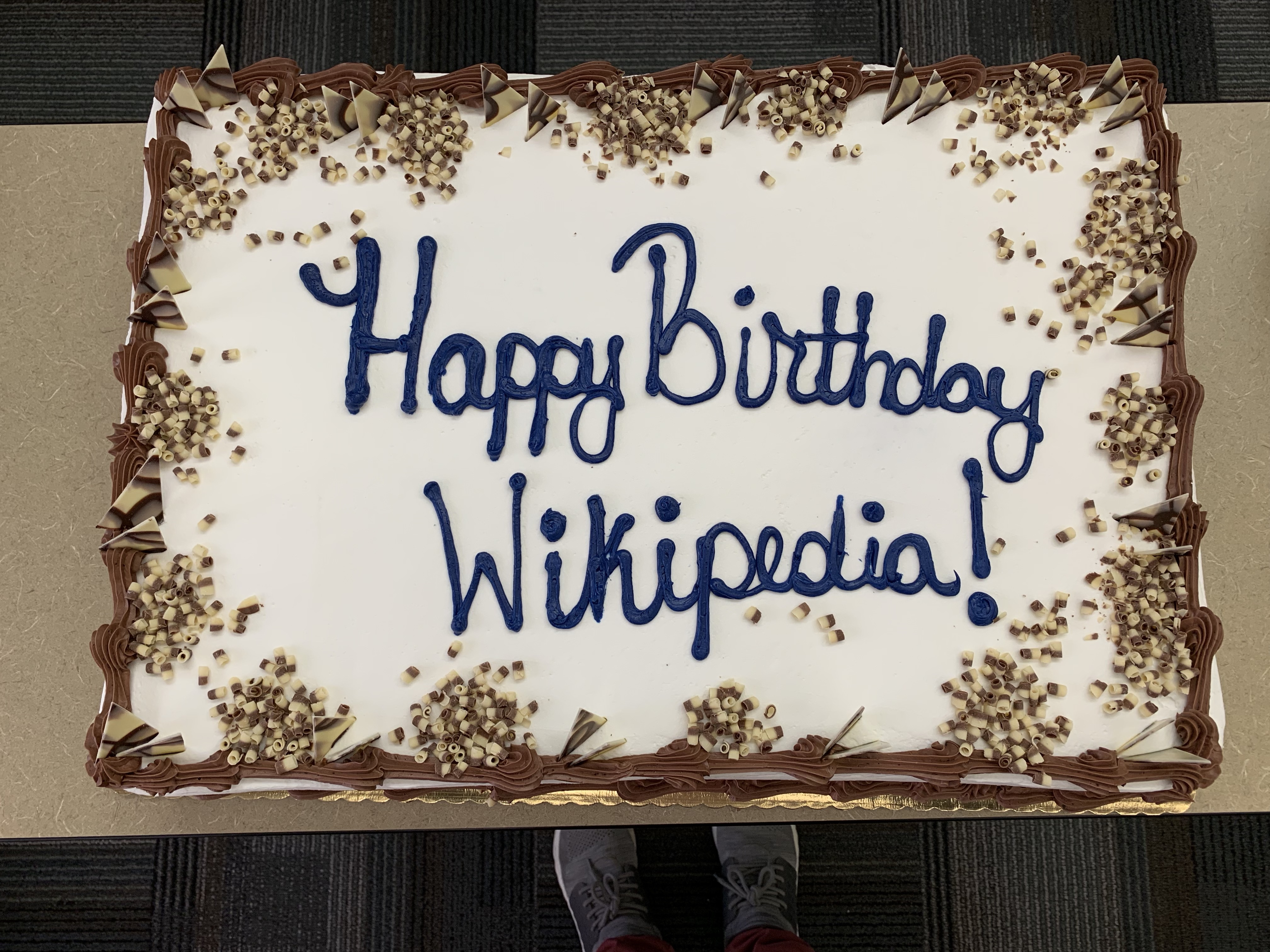
Pastel por los 18 años de Wikipedia en Chicago con mensaje en inglés
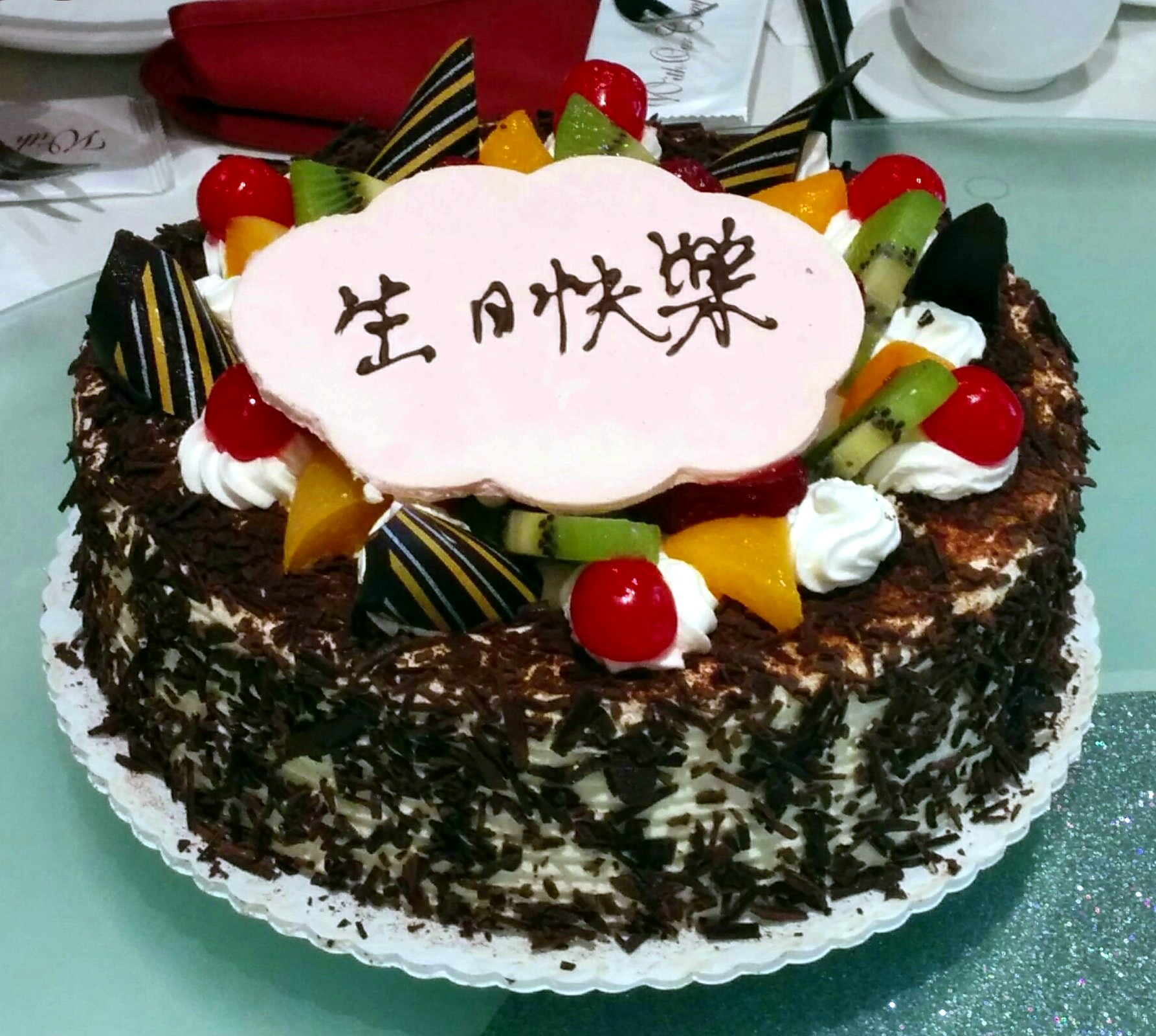
Pastel de cumpleaños con mensaje en chino
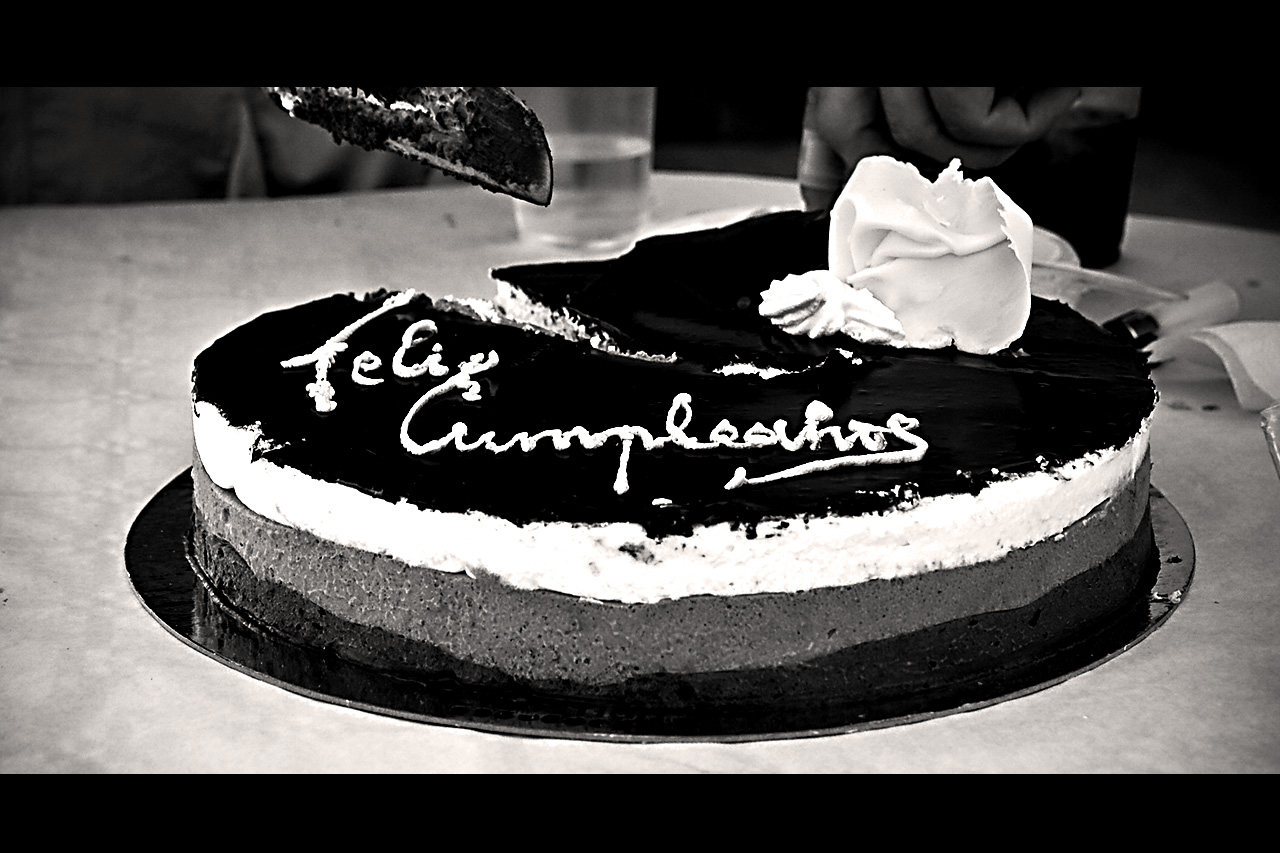
Torta con el mensaje "Feliz cumpleaños"
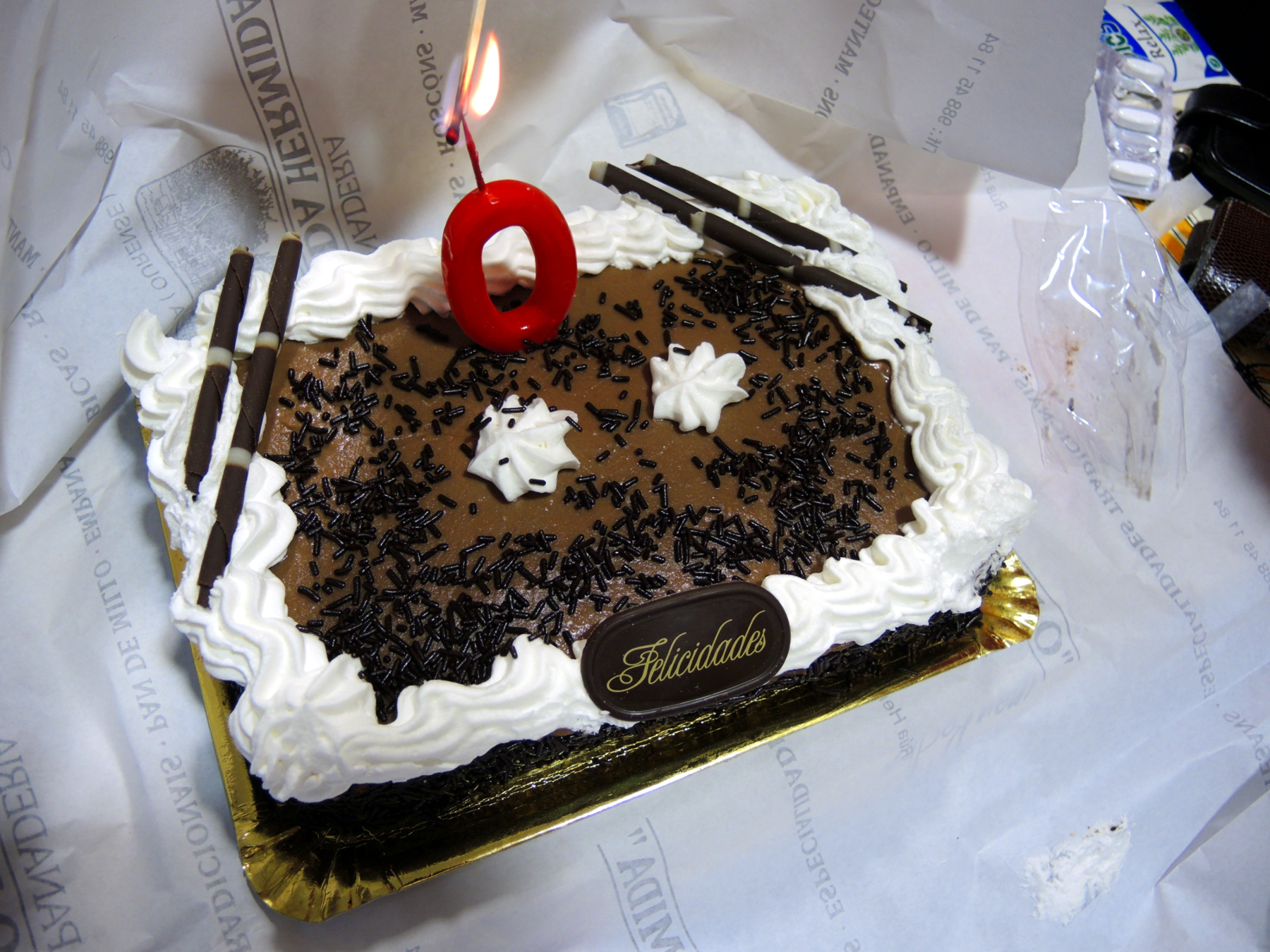
Tarta de cumpleaños